# Louise Hermanová
Louise Hermanová geb. Freundová, auch: Louisa (geboren am 8. Mai 1916 in Svitavy; gestorben am 2. Februar 2013 in České Budějovice) war eine tschechische Montessori-Pädagogin, Krankenschwester, Reiseleiterin und Gerichtsdolmetscherin, die das KZ Auschwitz und 800 Kilometer Todesmarsch überlebt hatte.

## Leben und Werk

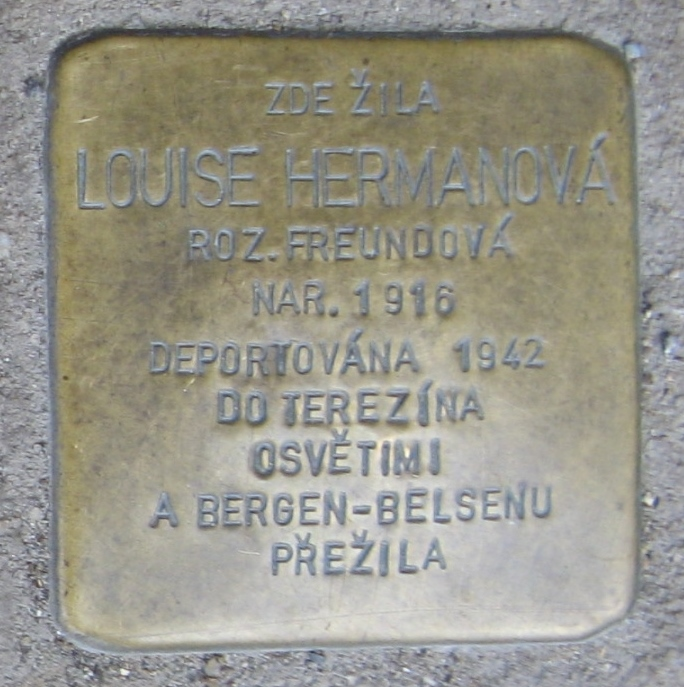
Stolperstein für Louise Hermanová

Louise Freundovás Mutter starb 1918 oder 1919 an der Spanischen Grippe. Ihr Vater Emil Freund, Besitzer eines Geschäfts für Herren-Kurzwaren, heiratete erneut. 1934 begann sie eine Ausbildung zur Montessori-Pädagogin in Prag. Sie arbeitete in jüdischen Familien als Erzieherin, musste aber bis 1942 immer wieder die Familien wechseln, weil diesen entweder die Mittel ausgingen (zum Beispiel durch Arisierung), weil sie flüchten mussten oder deportiert wurden.
Im Februar 1942 wurde auch sie ins Ghetto Theresienstadt deportiert, ihr Vater und ihr Bruder Arnošt befanden sich bereits dort. Sie begab sich sofort ins Lazarett – auf der Suche nach ihrem Vater, erfuhr aber, dass dieser mit Lungenentzündung und hohem Fieber am Morgen ihrer Ankunft ins Ghetto Izbica überführt wurde. In einem 2003 geführten Interview gab sie an, dass ihr Vater mit ihrem Ankunftszug nach Auschwitz überführt worden sei. Da sie, sich – ob der Nachricht über ihren Vater in Trauer – unter einem Mantel weinend verkroch, wurde sie übersehen, wurde nicht nach Auschwitz weitertransportiert und verblieb in Theresienstadt. Ein jüdischer Ghettopolizist bot ihr an, sie auf einer Ghetto-Karteikarte einzutragen (auf diese Karten konnten nahestehende Personen eingetragen werden, die dadurch bei Abtransporten nach Auschwitz zurückgereiht wurden). Als dieser Polizist eine Frau traf, die er heiraten wollte, musste sie von der Karte gestrichen werden. Zwei Wochen später wurde sie denunziert und mit genau dieser Frau Mitte Dezember 1943 nach Auschwitz deportiert, wo beide am 24. Dezember 1943 ankamen. Ihr wurde die Häftlingsnummer 72708 eintätowiert und sie kam in den Block 6, den Vergnügungsblock der SS. Dort traf sie Fredy Hirsch wieder, den sie in Prag kennengelernt hatte. Er half ihr und sie wurde im Frauen-/Kinderblock 30/31 des Familienlagers Theresienstadt untergebracht, wo sie sich zusammen mit Fredy und mit anderen Frauen um die von ihren Familien getrennten Kinder kümmerte. Louise wurde zur Zwangsarbeit ins KZ Christianstadt eingeteilt, sie arbeitete dort in der Munitions- und Waffenherstellung. Sie und ihre im KZ kennengelernten Freundinnen sabotierten hier, wo es ihnen möglich war (mangelhaftes Feilen von Gewinden, Einfüllung ungenügender Mengen Schwarzpulver in Granathülsen). Anfang 1945 wurde das Lager evakuiert, die Häftlinge mussten auf einem Todesmarsch Richtung Westen ziehen. Louise versuchte zu fliehen, wurde aber wieder gefangen. Nach 800 km Fußmarsch wurde das Ziel – das KZ Bergen-Belsen – erreicht. Dort erkrankte Louise Freundová an Typhus.
Am 15. April 1945 wurde das Lager an die Briten übergeben, am 17. April kam eine Sanitätseinheit. Louise wurde mit einem schwarzen Kreuz markiert – dies bedeutete, dass man ihr keine Überlebenschancen gab, sie galt als aussichtslos Kranke. Sanitäter sollten sich aber nur um Überlebensfähige kümmern. Sie hatte Glück, wurde trotzdem desinfiziert und kam ins Militärkrankenhaus nach Celle. Am 14. Juli 1945 konnte sie entlassen werden und fuhr, noch immer in Häftlingskleidung, nach Prag. Im Herbst 1946 schickte die jüdische Kultusgemeinde Louise in ein Auffanglager für jüdische Überlebende. Hier half sie polnischen Juden, die nach Palästina ausreisen wollten, und lernte den Arzt Dr. Alexander Hermann kennen, der Auschwitz überlebt, dort aber seine Ehefrau und die gemeinsame dreijährige Tochter verloren hatte. Louise und Alexander gingen nach Prag, heirateten am 16. März 1947 und zogen nach Broumov, wo Alexander eine Praxis eröffnete, in der auch Louise arbeitete. Sie wurden Eltern zweier Kinder: Jana wurde am 26. Dezember 1947 geboren, Otto am 25. Juni 1949. Im Jahr 1950 erfolgte der Umzug nach Most, ein Jahr später zogen sie nach Sokolov, da Alexander Herrmann dort Direktor der ersten Poliklinik wurde. 1953 wurde er Chefarzt für Innere Medizin in České Budějovice, Louise wurde im selben Krankenhaus Krankenschwester.
Nach dem Tod ihres Ehemannes am 25. Februar 1975 orientierte sie sich neu und wurde Reiseleiterin, vor allem für deutschsprachige Reisegruppen. 1990 oder 1991 legte sie eine Diplomprüfung als Vereidigte Gerichtsdolmetscherin für die deutsche Sprache ab. Ehrenamtlich engagierte sie sich für Holocaust-Überlebende, war Mitglied in Organisationen und Zusammenschlüssen ehemaliger jüdischer KZ-Häftlinge, zum Beispiel im Komitee des Auschwitzausschusses und in der Tschechisch-Deutschen Gesellschaft. Sie arbeitete auch mit der Landeszentrale für Politische Bildung – Gedenkstätte Bergen-Belsen zusammen und hielt Vorträge. Am 2. Februar 2013 starb die Zeitzeugin in České Budějovice.

## Gedenken
Am 15. September 2014 wurde in Svitavy in der Náměstí Míru č. 97 durch den Künstler Gunter Demnig ein Stolperstein für sie verlegt.